# Cisticola chubbi
Fuinha-de-chubb (Cisticola chubbi) é uma espécie de ave da família Cisticolidae.
Pode ser encontrada nos seguintes países: Burundi, República Democrática do Congo, Quénia, Ruanda, Tanzânia e Uganda.